# Troodos
Troodos (en griego: Τρόοδος ['tɾɔoðos]) es el mayor de los sistemas montañosos de Chipre. Se halla en el centro oeste de la isla, iniciándose en la costa noroccidental (Pomos), hasta aproximadamente Stavrovouni, en el distrito de Lárnaca, al este. En él se encuentran los bosques de Limasol. El pico más alto es el monte Olimpo de 1.952 m s. n. m.
Es famoso por su geología. También por sus numerosas iglesias y monasterios bizantinos, diez de los cuales fueron declarados Patrimonio de la Humanidad por la Unesco en 2001.
En el año 2007, obtuvo la distinción EDEN, que otorga la Comisión Europea, a uno de los «Mejores destinos rurales emergentes europeos por excelencia».

## Geología de Troodos

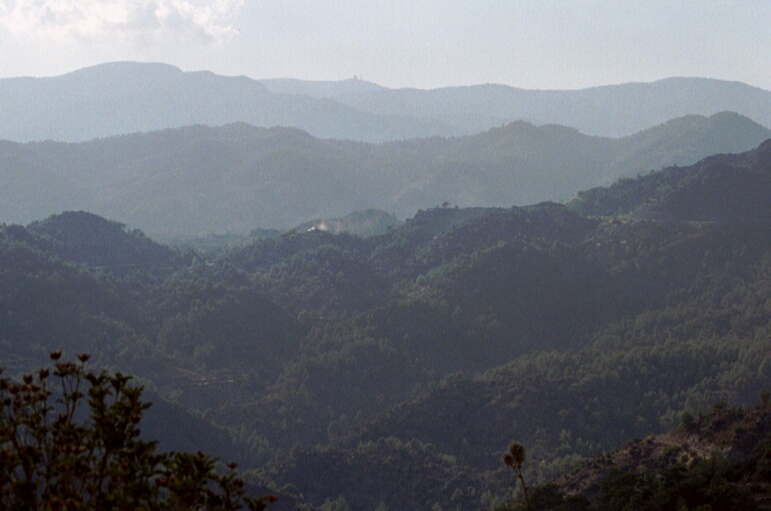
Montes de Troodos.

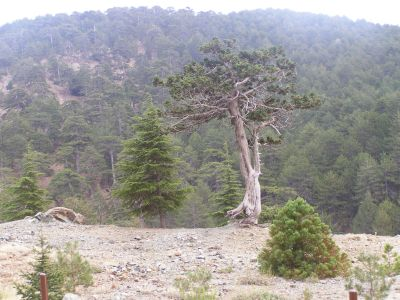
Vista de Troodos.

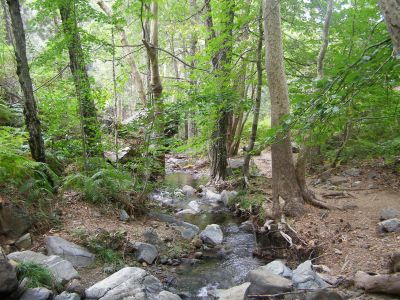
Bosques de Troodos.

Destaca su complejo de ofiolitas, uno de los mejor preservados y estudiados del mundo. 
Troodos se formó hace 80 millones de años debido a la colisión de la placas tectónicas africana y europea; el mismo proceso que con el tiempo formó la isla de Chipre. La lenta detención de este proceso dejó las formaciones rocosas prácticamente intactas, y la erosión posterior descubrió la cámara magmática, permitiendo ver almohadas de lava formadas hace millones de años en un ejemplo excelente de estratigrafía ofiolítica. 
Las observaciones de la ofiolita de Troodos llevadas a cabo por Ian Graham Gass y su equipo de trabajo fueron una de las claves que llevaron al desarrollo de la teoría de la expansión del suelo marino.

## Geografía
Los montes de Troodos se caracterizan por sus fuertes pendientes. Los picos más altos son el monte Olimpo, también conocido como Kionistra (1952 m), Medari (1613 m), Papoutsa (1554 m), Kionia (1423 m), Tripylos (1362 m) y Kikkos (1318 m).
Los ríos más importantes de la isla nacen en Troodos: Ezousas, Diarizos, Xeros, Ocurrís, Pedaios y Gialias.
La cordillera está cubierta de extensos bosques mediterráneos, como el bosque de Pafos, con árboles como el pino de Alepo, el ciprés, y los raros cedro de Chipre y encina dorada, endémicos de estas montañas (esta última especie fue declarada "árbol nacional" de Chipre en 2006). En la región también abundan las viñas y los olivos. La exuberancia de la flora de Troodos se debe a sus condiciones ecológicas (altitud, altas lluvias, temperatura y geología). Hay cerca de 800 especies botánicas, de las cuales 72 son parcialmente endémicas y 12 son exclusivas de Chipre.
La fauna incluye aves como el buitre leonado, la abubilla, águilas y ruiseñores ("... No te dejan en Platres dormir los ruiseñores...", escribió el poeta Yorgos Seferis). Entre los mamíferos destaca una subespecie endémica de muflón (Ovis orientalis subsp. ophialis).

## Historia
Hay constancia de extracción de minerales en épocas anteriores al cristianismo, especialmente de cobre. Más tarde, en la Edad Media, muchos habitantes de la isla se refugiaron en su accidentada geografía debido a las incursiones de árabes y mamelucos. Esto generó la proliferación de monasterios, iglesias y asentamientos. La situación de los templos lejos de la amenazada costa, los protegió y convirtió Troodos en un importante núcleo de arte bizantino. Nueve iglesias y un monasterio son Patrimonio de la Humanidad, y además hay muchas otras construcciones de entre las que destaca el monasterio de Kikkos.
Ésta es la lista de lugares incluidos en el Patrimonio de la Humanidad:
| Código  | Nombre                                                  | Lugar          | Coordenadas                                | Construcción    |
| ------- | ------------------------------------------------------- | -------------- | ------------------------------------------ | --------------- |
| 351-001 | Iglesia de San Nicolás (Ayios Nikolaos tis Steyis)      | Kakopetria     | 34°58′N 32°53′E / 34.967, 32.883           | siglo XI        |
| 351-002 | Monasterio de San Juan (Ayios loannis Lampadistis)      | Kalopanayiotis | 34°59′N 32°49′E / 34.983, 32.817           | siglo XI        |
| 351-003 | Iglesia de la Virgen (Panayia Phorviotissa) o de Asinou | Nikitart       | 35°02′N 32°58′E / 35.033, 32.967           | siglo XII       |
| 351-004 | Iglesia de la Virgen (Panayia tou Araka)                | Lagoudhera     | 34°58′N 33°00′E / 34.967, 33.000           | siglo XII       |
| 351-005 | Iglesia de la Virgen (Panayia tou Moutoula)             | Moutoullas     | 34°59′N 32°49′E / 34.983, 32.817           | siglos XIII-XIV |
| 351-006 | Iglesia del Arcángel San Miguel (Archangelos Michael)   | Pedhoulas      | 34°58′N 32°49′E / 34.967, 32.817           | siglo XV        |
| 351-007 | Iglesia de la Santa Cruz (Timiou Stavrou)               | Pelendria      | 34°58′N 33°00′E / 34.967, 33.000           | siglos XIII-XV  |
| 351-008 | Iglesia de la Virgen (Panayia Podithou)                 | Gálata         | 35°00′N 32°53′E / 35.000, 32.883           | siglo XVI       |
| 351-009 | Iglesia de la Santa Cruz (Stavros tou Ayiasmati)        | Platanistasa   | 34°58′N 33°02′E / 34.967, 33.033           | siglo XV        |
| 351-010 | Iglesia de la Transfiguración (Ayia Sotira tou Soteros) | Palaichori     | 34°55′13″N 33°05′45″E / 34.92028, 33.09583 | siglo XV        |

### Pueblos de Troodos (selección)

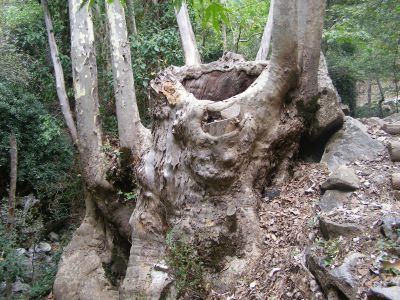
Bosque.

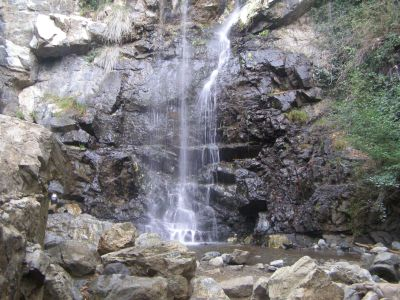
Cascadas Caledonia.

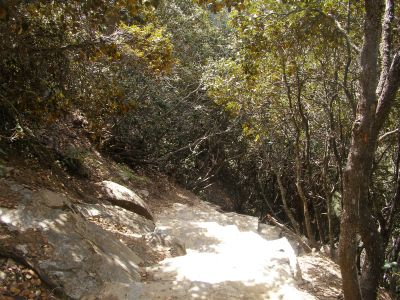
Bosque.

- Platres
- Galata
- Evrychou
- Kakopetria
- Louvaras
- Palaichori
- Kourdali
- Pelendri
- Kalopanagiotis
- Moutoullas
- Pachna
- Dora
- Malia
- Prastio
- Arsos
- Pedoulas
- Omodos
- Phini
- Agios Demetrios
- Koilani
- Agros
- Prodromos
- Valle de Marathassa
- Monte Korfi
- Vasa Koilaniou
- Lania